# Mlázovice
Mlázovice è un comune mercato della Repubblica Ceca facente parte del distretto di Jičín, nella regione di Hradec Králové.